# Éducation en Californie
Le système d'éducation en Californie est composé d'une grande variété d'écoles publiques et privées en Californie, allant ainsi du système de l'université de Californie, universités privées, aux réseaux d'écoles primaires et secondaires.

## Enseignement primaire et secondaire

### Programmes
Les programmes de l'école primaire en Californie insistent sur l'éducation à l'environnement et l'éducation physique (200 minutes au moins tous les 10 jours d'école ; 400 minutes dans le secondaire).

### Organisation
La Californie possède une organisation à trois niveaux en ce qui concerne l'enseignement public : l'État, les comtés et les school districts.

#### Au niveau de l'État de Californie
Le California Department of Education (en) est chargé d'appliquer les lois de l'État en matière d'enseignement et d'élaborer les programmes. Dirigé par le superintendant de l'instruction publique (State Superintendent of Public Instruction), élu sans étiquette politique (nonpartisan) pour un mandat de quatre ans et se trouve à la tête du bureau exécutif.
Le State Board of Education se compose de 11 membres désignés par le gouverneur de Californie. Ses fonctions sont établies en 1852 par statut puis par la Constitution de la Californie en 1884. Il s'agit de la branche législative du Département d'Éducation de l'État. Ses missions consistent, entre autres choses, à approuver les examens, l'équipement des établissements scolaires, la carte des districts scolaires.
Enfin, le California Education Code fixe la réglementation de l'enseignement.
En 2007, les dépenses pour l'éducation se montent à 145,5 milliards de dollars. Les recettes proviennent de l'État de Californie en majorité, mais aussi de l'État fédéral, de fonds locaux et d'une partie des recettes de la loterie.

#### Au niveau des comtés
Chacun des 58 comtés possède un County Office of Education (COE), chargés de faire le lien entre le California Department of Education et les school districts.
En parallèle de cette première structure, la plupart des comtés se dotent d'un Superintendent of Education (élu local qui entre autres propose le budget de l'éducation) et d'un Board of Education (assemblée d'élus qui valide le budget, met en œuvre les politiques). Dans certains comtés, le rôle de County Office of Education est rempli par le Board of Education. 

#### Les school districts
Ces subdivisions des comtés sont chargées d'encadrer les établissements scolaires (public schools) de leur territoire. Les électeurs élisent leurs représentants au School Board de leur district. Le plus important est le Los Angeles Unified School District (LAUSD), avec plus de 700 000 élèves.

#### Les subdivisions spécifiques
- special education local plan area (SELPA)

### Statistiques
Le Factbook de l'éducation en Californie donne pour 2015-2016 les chiffres suivants pour l'enseignement public :
- 1 025 school districts
- 10 453 écoles élémentaires, primaires et secondaires
- environ 6,2 millions d'élèves
- 53.97 % d'élèves hispaniques, 24,1 % Blancs non hispaniques, 8,85 % Asiatiques, 5,81 % Afro-Américains
- 295 025 enseignants

### Examens
En Californie, l'évaluation des élèves se fait à travers plusieurs tests standardisés, qui servent à mesurer les compétences et les connaissances des étudiants à différentes étapes de leur éducation.
Le système d'évaluation comprend plusieurs types de tests :
- Le Standardized Testing and Reporting (STAR), qui évalue les performances des élèves dans diverses matières.
- Le California High School Exit Examination (CAHSEE), qui est un diplôme obtenu à la fin du lycée et nécessaire pour s'inscrire dans l'enseignement supérieur. Des équivalents à ce test incluent le California High School Proficiency Examination et le General Educational Development.
- Le California English Language Development Test (CELDT), conçu pour évaluer les compétences en anglais des élèves dont ce n'est pas la langue maternelle.
- Les K–12 tests incluent le General Educational Development (GED) et le National Assessment for Educational Progress (NAEP), qui mesurent les compétences générales des élèves du primaire et du secondaire.
- Les California Standards Tests (CST), qui évaluent les élèves sur la base des standards académiques de l'État.
- Enfin, le California Alternate Performance Assessment (CAPA) est destiné aux élèves ayant des besoins éducatifs particuliers, pour lesquels les autres tests ne seraient pas adaptés.

### Types d'écoles
En Californie, l'instruction est obligatoire de 6 à 16 ans. Les types d'écoles qui composent le système éducatif californien sont divers et répondent à différents besoins éducatifs.
L'éducation primaire et secondaire comprend plusieurs niveaux :
- Kindergarten (pas obligatoire), Elementary, Middle, Junior High, High Schools.

Il existe également des écoles spéciales pour répondre aux besoins spécifiques de certains élèves, notamment :
- Community Day Schools
- Alternative Schools
- Continuation High School
- Magnet schools
- Diploma Plus High Schools
- County Community Schools
- Home and Hospital Instruction
- Independent study
- Juvenile Court Schools (pour les jeunes délinquants)
- Opportunity Education (pour les jeunes difficiles).

En outre, la Californie compte environ 700 Charter schools, qui sont des écoles publiques indépendantes offrant une alternative aux écoles publiques traditionnelles.
L'enseignement à domicile est également une option pour les familles qui souhaitent éduquer leurs enfants en dehors du système scolaire formel.
Les écoles privées constituent une autre composante importante de l'éducation californienne. Certaines de ces écoles sont accréditées par la Western Association of Schools and Colleges (WASC). En 2017, environ 585 000 élèves sont scolarisés dans le privé, ce qui représente 8,5% des élèves californiens.

## Enseignement supérieur
La Californie dispose de trois grands réseaux universitaires publics. L'université de Californie (UC), qui compte dix campus, est considérée comme l'un des meilleurs systèmes au monde et compte de nombreux Prix Nobel parmi ses professeurs et chercheurs. L'université d'État de Californie (CSU, 23 campus) est moins sélective. Enfin, le système des California Community Colleges regroupe plus de 2,5 millions d'étudiants répartis sur 109 campus, et est ainsi le plus grand système d'enseignement supérieur au monde. Il existe de nombreuses autres universités, dont les célèbres université Stanford, université du Sud de la Californie et le California Institute of Technology.
| Université | Localisation | Date de fondation | Dotation en 2008 (millions de $) | Nombre d’étudiants      | Surface du campus (ha) |
| ---------- | ------------ | ----------------- | -------------------------------- | ----------------------- | ---------------------- |
| Stanford   | Palo Alto    | 1891              |                                  | 15 140[réf. incomplète] | 3 310[réf. incomplète] |
| Berkeley   | Berkeley     | 1868              | 2 900[source insuffisante]       | 34 953.                 | 2 692                  |